# Thomas Seir Cummings

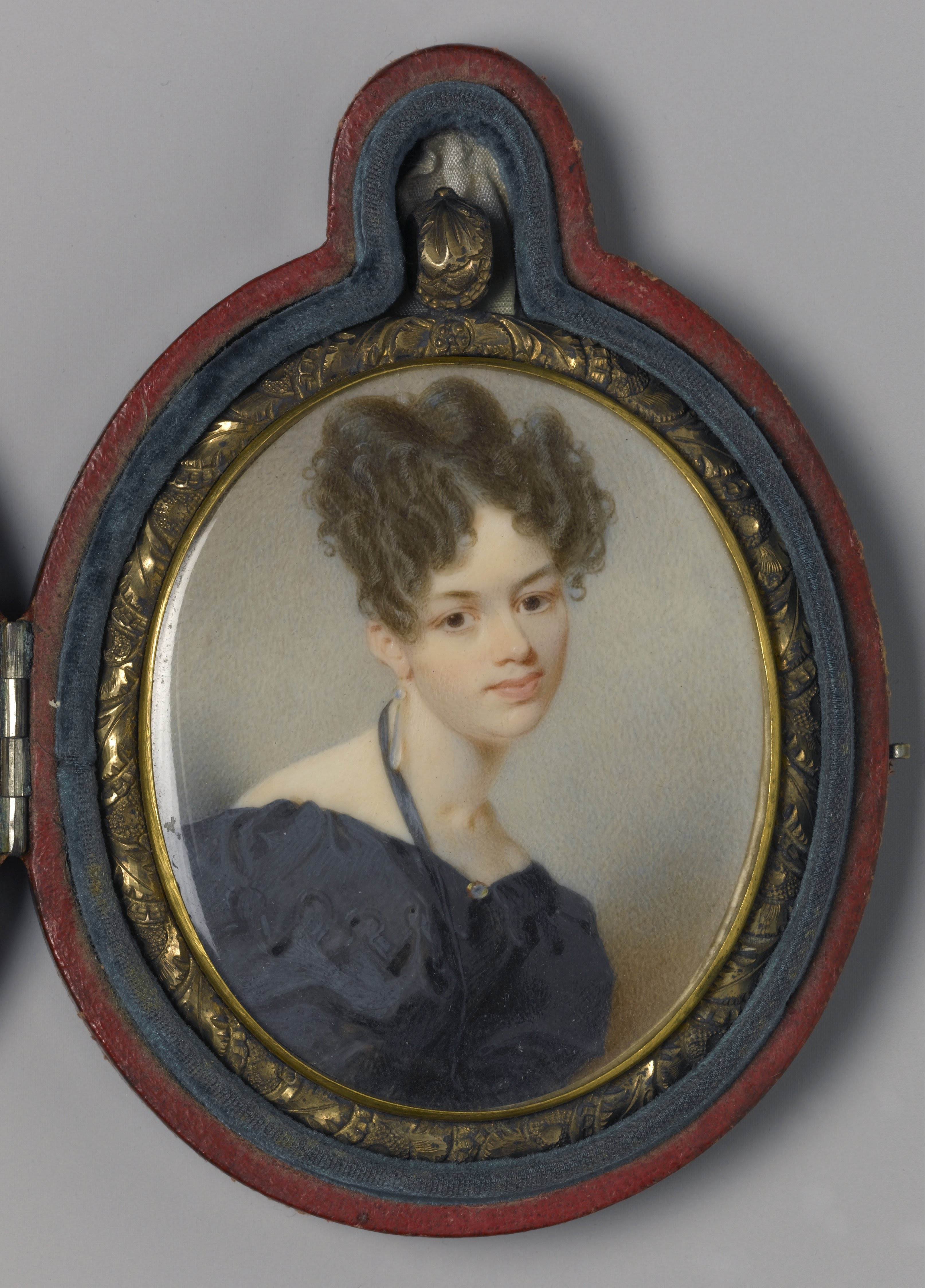
Porträt von Elizabeth Stirling Foote (1832)

Thomas Seir Cummings (* 1804 in England; † 25. November 1894 in New York) war ein amerikanischer Miniaturmaler.

## Leben
Der bereits als Kind nach Nordamerika ausgewanderte Thomas Seir Cummings war zunächst Schüler, ab 1822 Atelierpartner des Porträtmalers Henry Inman. Im Jahr 1826 gehörten beide zu den Gründern der National Academy of Design in New York, deren Vorstand er von 1850 bis 1853 als Vizepräsident und Schatzmeister angehörte. Später verfasste er auch die Geschichte der Akademie. Mit der größeren Verbreitung der Fotografie wurde die von ihm ausgeübte Kunstrichtung der Miniaturmalerei zunehmend verdrängt, zuvor war Cummings einer der beliebtesten Künstler dieses Genres. In den 1850er Jahren war der spätere Genremaler John George Brown einer seiner Schüler.